# جیمز ویلسون (کاوشگر)

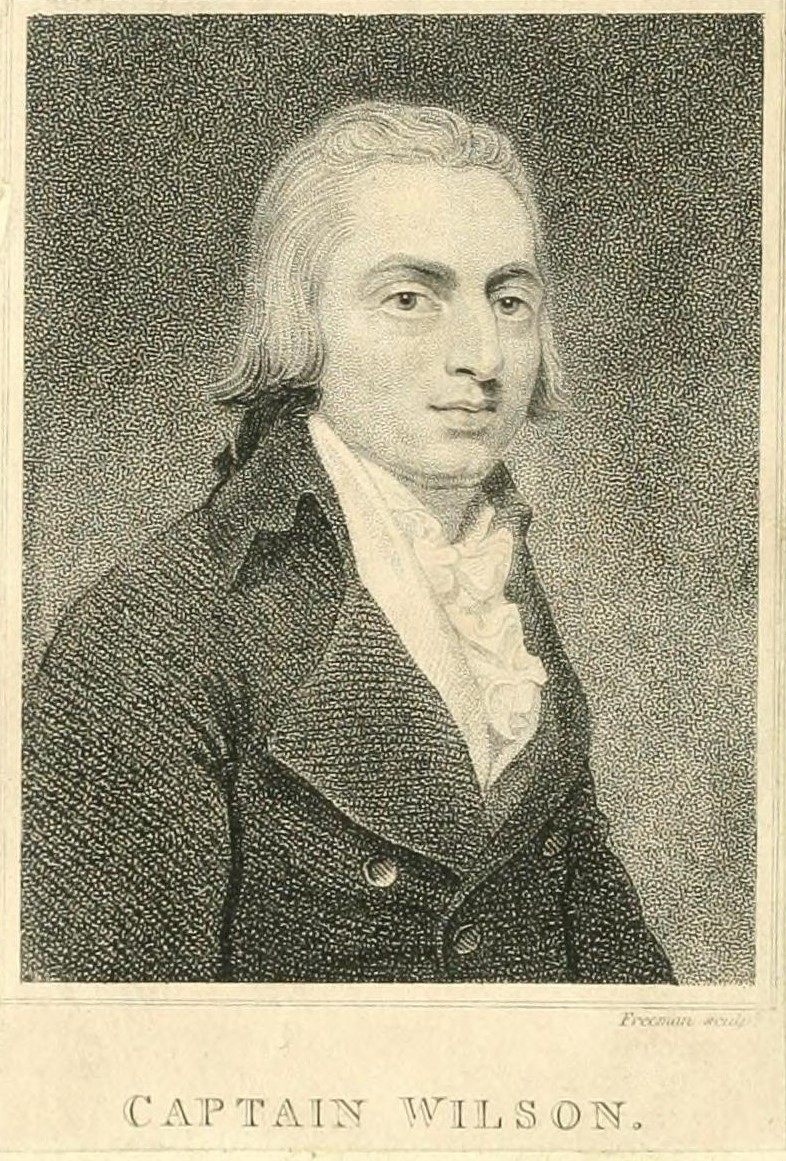

ناخدا جیمز ویلسون (به انگلیسی: James Wilson) (زاده ۱۷۶۰-درگذشته ۱۸۱۴)، دریانورد و کاوشگر بریتانیایی بود، که در سال ۱۷۹۷ کشتی داف را در سفرش به اقیانوس آرام جنوبی، فرماندهی نمود. در این سفر وی مأموریت داشت تا با کشتی نامبرده شده، تیمی از مبلغان مذهبی (متشکل از سی مرد، شش زن و سه کودک) که از اعضای انجمن مبلغان لندن بودند، را به تاهیتی، تونگا و جزایر مارکیز منتقل نماید.

## زندگی‌نامه
جیمز ویلسون در سال ۱۷۶۰ به دنیا آمد. او یک به عنوان یک نظامی بریتانیایی در طی جنگ استقلال آمریکا شرکت داشت و پس از آن به خدمت کمپانی هند شرقی بریتانیا درآمد. وی فردی ماجراجو بود که به دلیل مذهبی نبودن شهرت داشت. سرانجام او پول کافی برای بازنشستگی از خدمت فراهم نموده و در دوران بازنشستگی بود که به دین مسیحیت گرایش پیدا کرد. وی او از طریق نشریه مسیحیت انجیلی، از تشکیل یک انجمن مبلغان خبردارشد. سوابق وی باعث شد که او در کانون توجه و تلاش‌های آن انجمن قرار گیرد.
توماس هاویس الهام‌بخش و بنیان‌گذاری انجمن مبلغان و همچنین حامی ویژه آن بود. هدف انجمن اعزام مبلغان به دریاهای جنوبی بود. ویلسون داوطلب شده بود تا چنین سفری را هدایت و فرماندهی نماید و پیشنهاد در سپتامبر ۱۷۹۵ مورد پذیرش انجمن قرار گرفت. و باز هم این ویلسون بود که پیشنهاد کرد که برای این مقصود یک کشتی خریداری شود و کشتی داف را به ظرفیت ۲۶۴ تن یافت. این امر انجمن مبلغان لندن را قادر ساخت تا برای خرید آن کشتی برنامه‌ریزی نماید. گروه مبلغ پیشنهادی شامل پیشه وران نیز بود تا این اعضای این گروه بتواند موسسات تمدنی را در محل‌های مأموریت خود ایجاد نموده و با این کار مبلغان تلفات کمتری داشته باشند. مقرر شد تا این گروه ابتدا به تاهیتی و در صورت امکان به تونگا و جزایر مارکیز اعزام شوند.

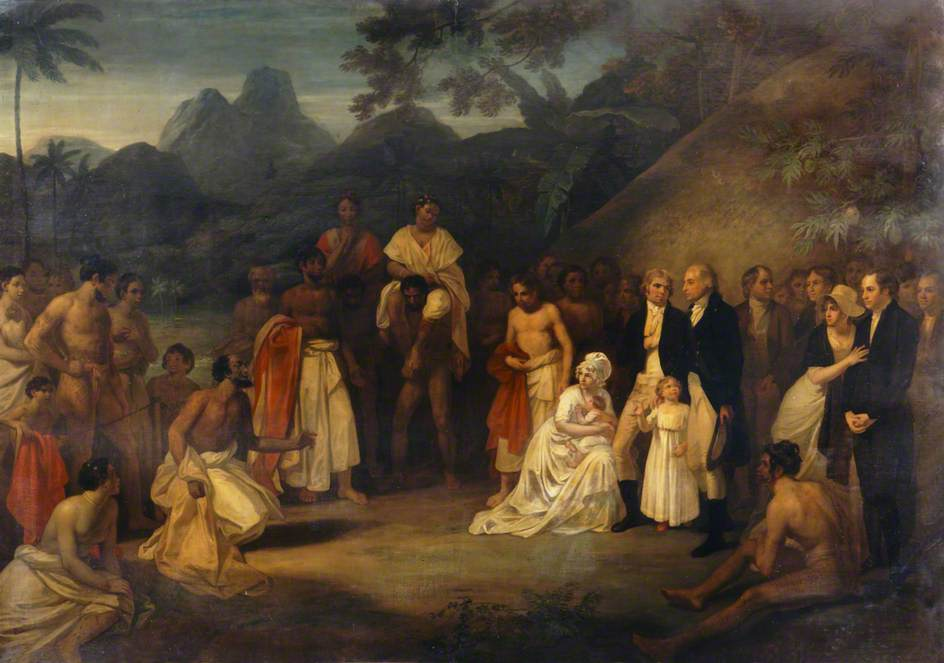
واگذاری ناحیه ماتاوای در تاهیتی به ناخدا جیمز ویلسون برای استفاده از آن توسط مبلغان مذهبی اعزام شده با کشتی داف